# Necropoli di Fossa
La necropoli di Fossa è un sito archeologico dei Vestini presso Fossa, in provincia dell'Aquila.

## Storia

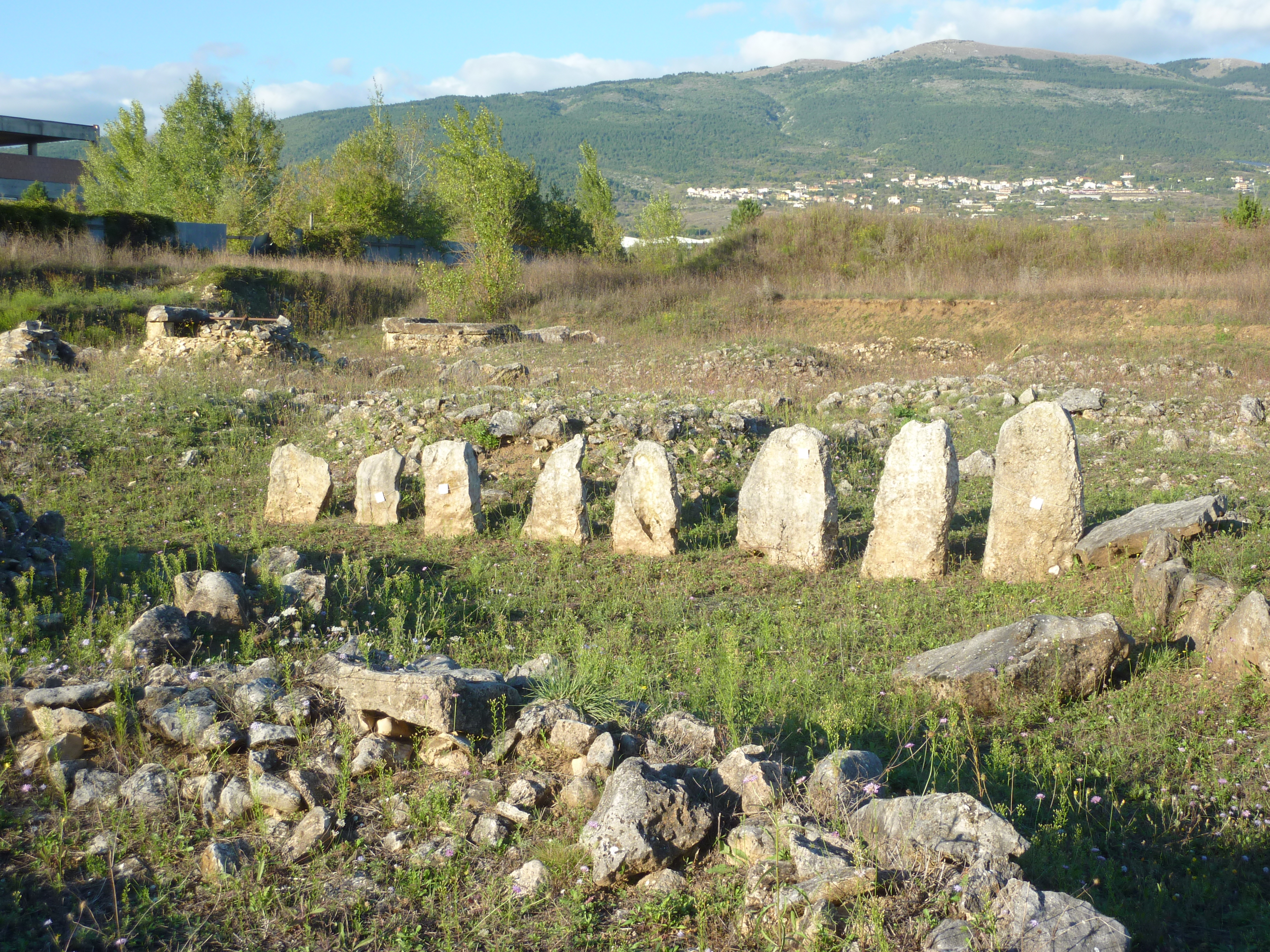
Menhir

La nascita della necropoli di Fossa si fa risalire alla prima popolazione residente nell'area, che è stata quella dei Vestini sul Monte Cerro, sul quale ci sono resti di una cinta fortificata di un villaggio risalente tra il IX e l'VIII secolo a.C. Successivamente, lo sviluppo di Aveia in epoca romana ne ha continuato l'utilizzo fino a circa il I secolo a.C.
L'area si trova in una zona alluvionale sulla sponda orientale del fiume Aterno. La sua scoperta è avvenuta in maniera casuale nel 1992 durante gli scavi per la costruzione di un capannone industriale.
L'area sottoposta a campagne di scavo è di 3.500 m², con circa 500 tombe di tipi differenti (tumuli, fosse, tombe a camera e sepolture infantili in coppi di laterizi) risalenti a tre differenti periodi principali.

## Età del ferro
Nei primi due secoli (IX e VIII secolo a.C.) le tombe erano principalmente costituite da tumuli, oltre che da semplici fosse scavate nel terreno.
I tumuli sono realizzati con ammassi di terra e sassi di diametro tipicamente tra gli otto ed i quindici metri racchiusi da circoli di pietre. Alcuni tumuli di personaggi maschili presentano poi un allineamento di menhir di altezza decrescente dall'interno verso l'esterno.
All'interno del tumulo si trova la fossa dove venivano sepolti il defunto ed alcuni suoi effetti personali, tipicamente vasellame in ceramica o in bronzo, rasoi e armi per gli uomini, gioielli per le donne.

## Età orientalizzante ed arcaica

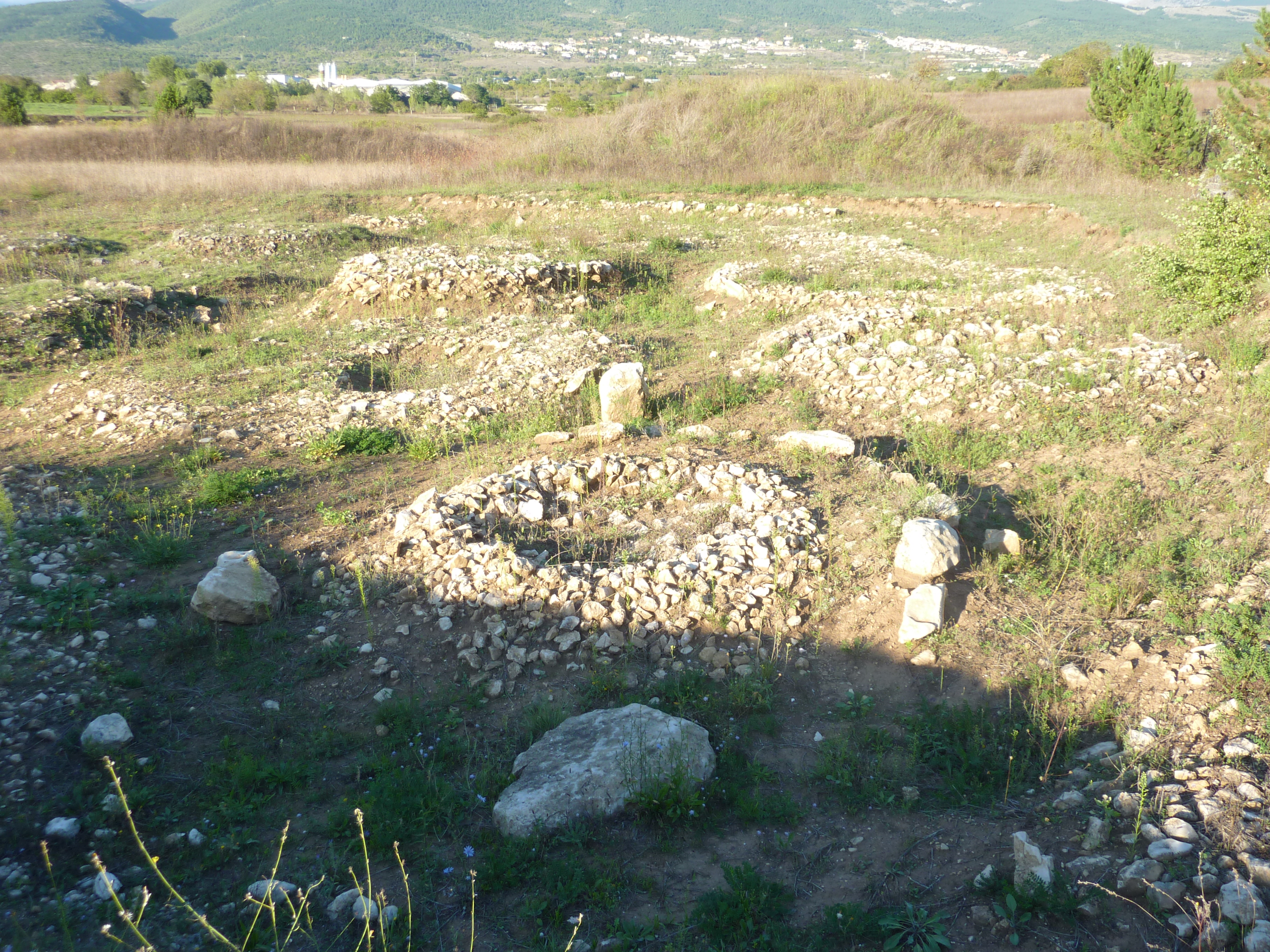
Tumuli

Nei due secoli successivi (VIII-VI secolo. a. C.) si continuano a realizzare fosse e tombe a tumulo, ma queste ultime di dimensioni di circa 4 metri di diametro e scompaiono le file di menhir per le tombe maschili.
Per quanto riguarda i corredi, le tombe femminili continuano a contenere gioielli, mentre quelle maschili armi: tra queste i dischi-corazza da indossare sul torace a protezione del busto simili a quelli indossati dal Guerriero di Capestrano. Per quanto riguarda il vasellame, alla ceramica locale si affiancano vasi di importazione, tipicamente etruschi.
Nel VI secolo finisce l'utilizzo delle tombe a tumulo e si ha la definitiva affermazione della tomba a fossa semplice. Inoltre si iniziano ad utilizzare sepolture neonatali dove i neonati venivano adagiati in un coppo in laterizio e coperti da un secondo.

## Età ellenistica

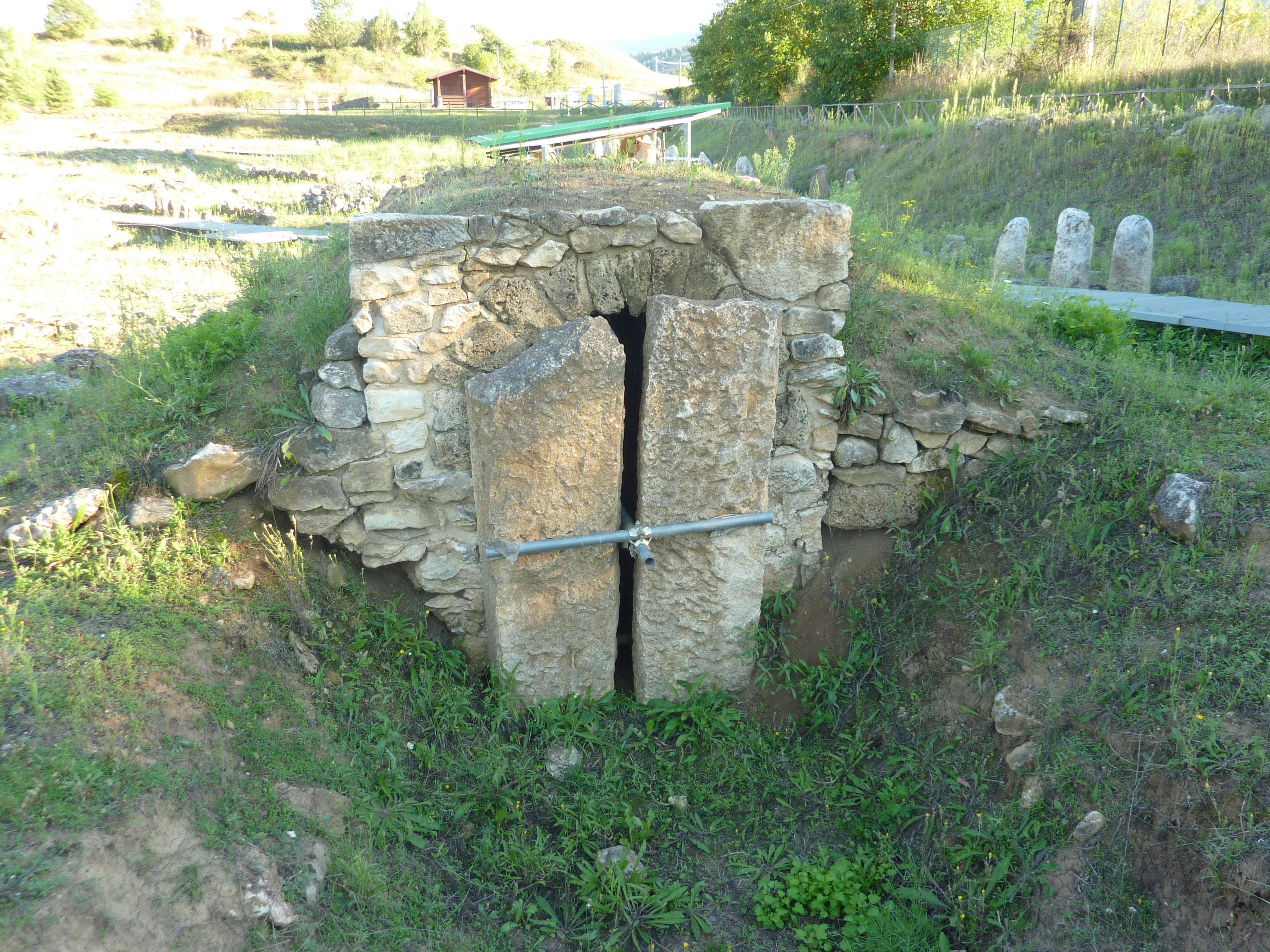
Tomba a camera

In una prima fase (IV – III secolo a.C.) le tombe sono esclusivamente del tipo a fossa per inumazioni singole. I corredi non contengono più armi ma vasellame e gioielli.
Nella tarda età ellenistica (II-I secolo a.C.) si torna a forme monumentali con le tombe a camera, sepolcri di famiglia ipogei a pianta quadrangolare realizzati in pietra ai quali si accedeva tramite un corridoio e con un ingresso chiuso con una o due lastre in pietra verticali. Tra gli oggetti del corredo vanno evidenziati i letti funerari, in legno e cuoio, decorati con elementi in osso zoomorfi e antropomorfi.
Altri tipi di tombe in questo periodo sono quelle a cassone (con pareti in pietra o in legno), le tombe a segnacolo monumentale, le tombe a fossa semplice e quelle neonatali in coppi.
Nell'ultimo secolo (il I secolo a.C.), poi, oltre all'inumazione si diffonde l'uso dell'incinerazione. Le ceneri del defunto sono raccolte in un'olla chiusa da una pietra piatta o da un coperchio in ceramica e deposta nella tomba senza alcun corredo.